# Moravany, Pardubice
Moravany là một làng thuộc huyện Pardubice, vùng Pardubický, Cộng hòa Séc.